# 大气质量 (天文学)
大氣質量（airmass），在天文學是指來自天體的光穿過大氣層的路徑長度。當光穿過大氣層時，會被散射和吸收而造成衰減；經過的大氣層越厚，衰減就越大。因此，在地平線上的天體不如在天頂時那麼明亮。這種衰減稱為大氣消光，可以通過比爾-朗伯定律定量表述。
大氣質量通常以相對於天頂抵達海平面的路徑做比較的相對大氣質量來表示。因此，定義路徑由天頂抵達海平面的大氣質量為1。隨著光源和天頂之間的夾角增大，大氣質量也會增加。在地平線時，其值約可以達到38。在高於海平面之處，大氣質量可以小於1；然而，大多數大氣質量的解析解不包括海拔高度的影響，因此通常必須經由其它的手段完成調整。
在一些領域，例如太陽能和光伏，大氣質量以首字母的縮寫AM表示；此外，大氣質量的值通常會通過附加其它的價值，因此會以AM1、AM2等等，表示不同附加值的大氣質量。在地球的大氣層之上的區域，沒有大氣造成太陽輻射的衰減，其大氣質量表示為AM0。
許多研究者者都曾發表大氣質量表，包括
Bemporad (1904)、Allen (1976), 、和Kasten and Young (1989)。

## 計算大氣質量

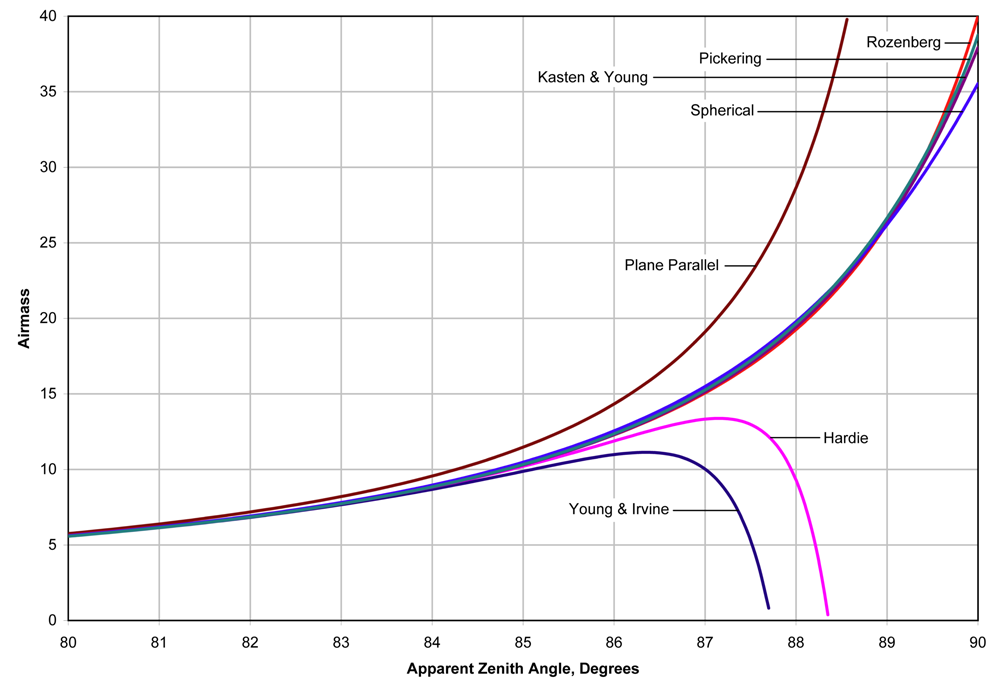
不同公式给出的大气质量随天顶距变化图。

### 天頂角和高度
天體與天頂的距離是" 天頂角 "（在天文學，通常稱為" 天頂距離"）。物體的角位置也可以用高度角，在幾何地平上的角度；因此，高度{\displaystyle h}和天頂角{\displaystyle z}的關係為：
{\displaystyle h=90^{\circ }-z\,.}

### 大氣折射
大氣折射導致光跟隨著地球圓弧的路徑比幾何路徑稍長，因此大氣質量必須考慮更長的路線（Young 1994）。另外，折射使出現在地平線附近時的位置比實際的更高；在地平線上，實際真天頂角和視天頂角的差別大約是34角分。大多數大氣質量公式是基於視天頂角，但有些是基於真天頂角。所以，重要的是要確保使用正確的值，特別是在地平線附近
。

### 平面-平行大氣層
當天頂角足夠小時，可以很好的假設一個均勻的平面平行大氣（即密度恆定，而且地球的曲率被忽略），就可以給出很好的近似。大氣質量{\displaystyle X}就可以簡化成僅僅是天頂角的正割：
{\displaystyle X=\sec \,z\,.}
在天頂角60°時，大氣質量大約是2。然而，因為地球不是平的，這個公式只適用於天頂角大約在60°至75°（取決於對精度的要求）。在更大的天頂角時，準確度迅速將低，隨著趨近於地平，{\displaystyle X=\sec \,z}將變得無限大；在更加真實的球形大氣中，地平線的大氣質量通常小於40。

### 插值公式
已經發展出許多公式以調適大氣質量表格的值，其一是 Young and Irvine (1967)列出的插值公式，包含一個簡單的修正項：
{\displaystyle X=\sec \,z_{\mathrm {t} }\,\left[1-0.0012\,(\sec ^{2}z_{\mathrm {t} }-1)\right]\,,}
此處{\displaystyle z_{\mathrm {t} }}是真天頂角。這可以適用至大約80°，但它的準確性在更大的角度時會迅速的衰退。計算的大氣質量在86.6°時是11.13，但在88°時其值為0，而在地平線時的數值為負無窮大。在繪製這個公式的伴隨圖時，會包括大氣折射的修正，使計算所得的大氣質量是以視天頂角取代真天頂角。

Hardie (1962)引入多項式{\displaystyle \sec \,z-1}：
{\displaystyle X=\sec \,z\,-\,0.0018167\,(\sec \,z\,-\,1)\,-\,0.002875\,(\sec \,z\,-\,1)^{2}\,-\,0.0008083\,(\sec \,z\,-\,1)^{3}\,}
它給定的天頂角可以適用至大約85°。與前面的公式一樣，計算出的大氣質量會達到一個極大值，然後在地平線上時逼近負無窮大。

Rozenberg (1966)建議：
{\displaystyle X=\left(\cos \,z+0.025e^{-11\cos \,z}\right)^{-1}\,,}
為高天頂角提供了合理的結果，在地平的大氣質量為40。
Kasten and Young (1989)發展的
{\displaystyle X={\frac {1}{\cos \,z+0.50572\,(6.07995^{\circ }+90^{\circ }-z)^{-1.6364}}}\,,}
為天頂角提供了合理的結果，適用至90°。在地平的大氣質量大約為38。此處的 {\displaystyle z}項是角度。
Young (1994)發展的：
{\displaystyle X={\frac {1.002432\,\cos ^{2}z_{\mathrm {t} }+0.148386\,\cos \,z_{\mathrm {t} }+0.0096467}{\cos ^{3}z_{\mathrm {t} }+0.149864\,\cos ^{2}z_{\mathrm {t} }+0.0102963\,\cos \,z_{\mathrm {t} }+0.000303978}}\,}
依據真天頂角{\displaystyle z_{\mathrm {t} }}，作者聲稱最大誤差（在地平線上）只有0.0037大氣質量。
Pickering (2002)發展的：
{\displaystyle X={\frac {1}{\sin(h+{244}/(165+47h^{1.1}))}}\,,}
此處{\displaystyle h}是視高度{\displaystyle (90^{\circ }-z)}，以角度為單位。皮克林宣稱它的公式在靠近地平的誤差只有Schaefer (1998)的十分之一

### 大氣模型
插值公式試圖用極少的計算為大氣質量表提供一個良好的適應。然而，表格中的數值必須從地球及其大氣的幾何和物理考量，得出的測量或大氣模型來確定。

#### 非折射徑向對稱大氣

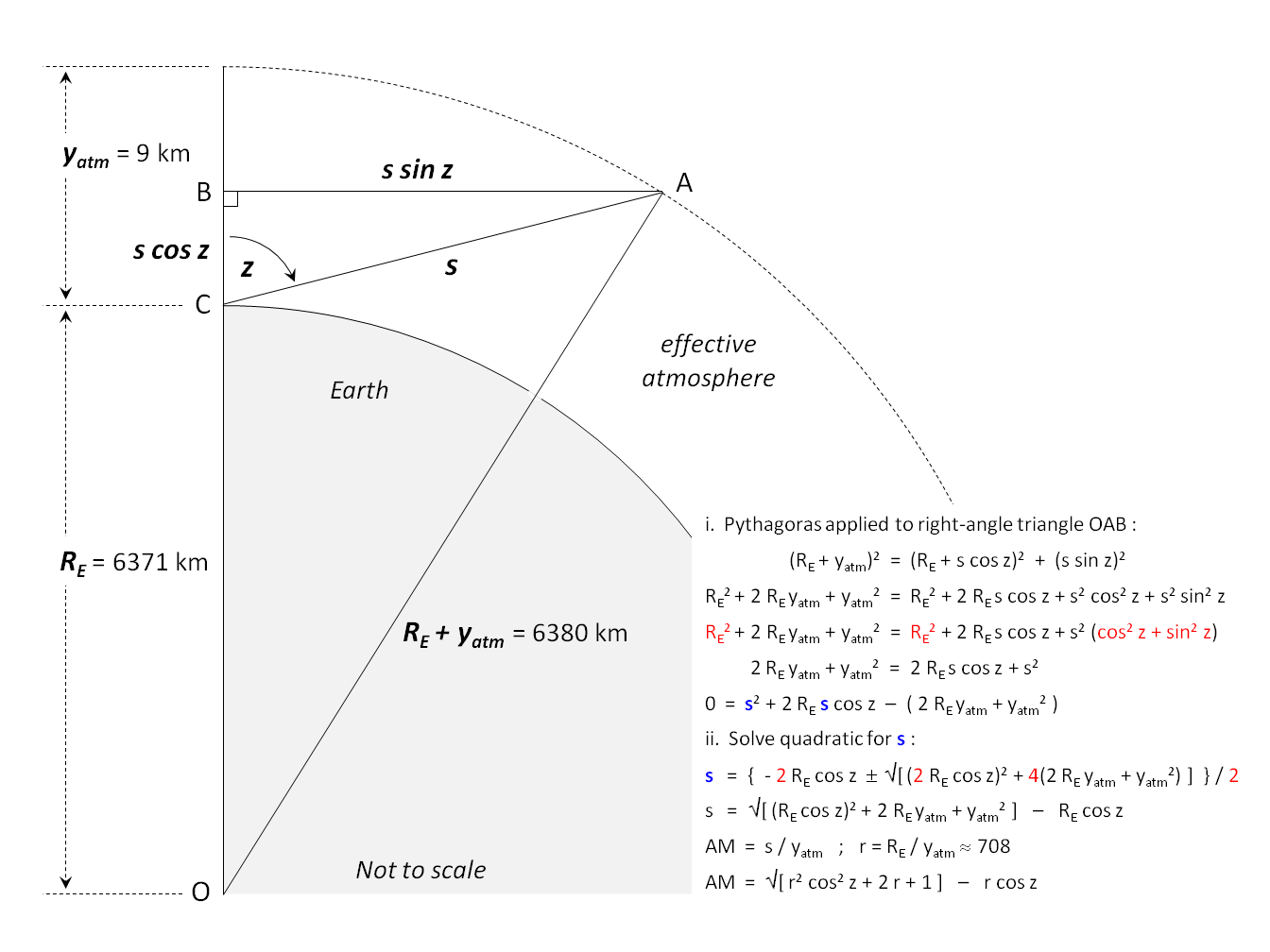
大氣對光的傳導可以類比，就像大氣集中在低於9公里的高度。

如果可以忽略折射，它就可以簡單地用幾何來考慮（舍恩伯格1929，173）天頂角為{\displaystyle z}，大氣對稱徑向高度為{\displaystyle y}的光線路徑{\displaystyle s}： 
{\displaystyle s={\sqrt {R_{\mathrm {E} }^{2}\cos ^{2}z+2R_{\mathrm {E} }y_{\mathrm {atm} }+y_{\mathrm {atm} }^{2}}}-R_{\mathrm {E} }\cos \,z\,}
或是二擇一的替代
{\displaystyle s={\sqrt {\left(R_{\mathrm {E} }+y_{\mathrm {atm} }\right)^{2}-R_{\mathrm {E} }^{2}\sin ^{2}z}}-R_{\mathrm {E} }\cos \,z\,}
此處的{\displaystyle R_{\mathrm {E} }}是地球半徑。

#### 均質的大氣層
如果大氣層是均質 (物理)（也就是說密度是恆定的），天頂的路徑單純的只是大氣高度{\displaystyle y_{\mathrm {atm} }}的變數，相對的大氣質量是：
{\displaystyle X={\frac {s}{y_{\mathrm {atm} }}}={\frac {R_{\mathrm {E} }}{y_{\mathrm {atm} }}}{\sqrt {\cos ^{2}z+2{\frac {y_{\mathrm {atm} }}{R_{\mathrm {E} }}}+\left({\frac {y_{\mathrm {atm} }}{R_{\mathrm {E} }}}\right)^{2}}}-{\frac {R_{\mathrm {E} }}{y_{\mathrm {atm} }}}\cos \,z\,.}
如果密度是恆定的，流體靜力學與大氣高度的關係是： 
{\displaystyle y_{\mathrm {atm} }={\frac {kT_{0}}{mg}}\,,}
此處的{\displaystyle k}是波茲曼常數，{\displaystyle T_{0}}是海平面的溫度， {\displaystyle m}是大器的分子質量，並且{\displaystyle g}重力加速度。雖然這與等溫大氣的大氣標高相同，但本質略有不同。在等溫大氣中，37%的大氣壓力高於大氣標高；在均質大氣中，在大氣標高之上沒有大氣層。

讓{\displaystyle T_{0}} = 288.15 K，{\displaystyle m} = 28.9644×1.6605×10−27 kg，並且{\displaystyle g} = 9.80665 m/s2，得到{\displaystyle y_{\mathrm {atm} }} ≈ 8435 m。取地球的半徑值為 6371 km，在地平的海平面大氣質量為：
{\displaystyle X_{\mathrm {horiz} }={\sqrt {1+2{\frac {R_{\mathrm {E} }}{y_{\mathrm {atm} }}}}}\approx 38.87\,.}
均質球面模型略為低估了地平線附近空氣質量增加的速度，從更嚴謹的模型中給出的值有著合理的整體擬合，可以設定大氣質量與天頂角小於90°的值匹配。大氣質量的方程式可以重新排列成：
{\displaystyle {\frac {R_{\mathrm {E} }}{y_{\mathrm {atm} }}}={\frac {X^{2}-1}{2\left(1-X\cos z\right)}}\,;}
當取{\displaystyle R_{\mathrm {E} }/y_{\mathrm {atm} }} ≈ 631.01 and
{\displaystyle X_{\mathrm {horiz} }} ≈ 35.54，在{\displaystyle z} = 88°，可以吻合Bemporad的數值：19.787。此處，{\displaystyle R_{\mathrm {E} }}的值與前述相同， {\displaystyle y_{\mathrm {atm} }} ≈ 10,096 m。
雖然均質大氣不是逼真的物理模型，但只要大氣標高的高度相較於行星的半徑是微小的，這樣的近似是合理的。
這個模型在所有的天頂角度，包括大於90°（參見下文：Homogeneous spherical atmosphere with elevated observer），都是可用的（亦即它不會趨近於無窮大或0）。
這個模型需要的計算量相對較小，如果不需要高精度，它足以給出合理的結果。
然而，對於天頂角小於90°，有幾個插值公式可以給出更好、更合適的大氣質量。,

## 外部連結
- Reed Meyer’s downloadable airmass calculator, written in C（页面存档备份，存于） (notes in the source code describe the theory in detail)
- NASA Astrophysics Data System（页面存档备份，存于） A source for electronic copies of some of the references.